# Pedro de Braganza
Pedro de Bragança (Lisboa, 19 de octubre de 1712-Lisboa, 29 de octubre de 1714) fue el segundo hijo del rey Juan V de Portugal y la archiduquesa María Ana de Austria, quien al ser el primer hijo varón, fue declarado presunto heredero de la corona de Portugal, aunque murió en la infancia.

## Vida

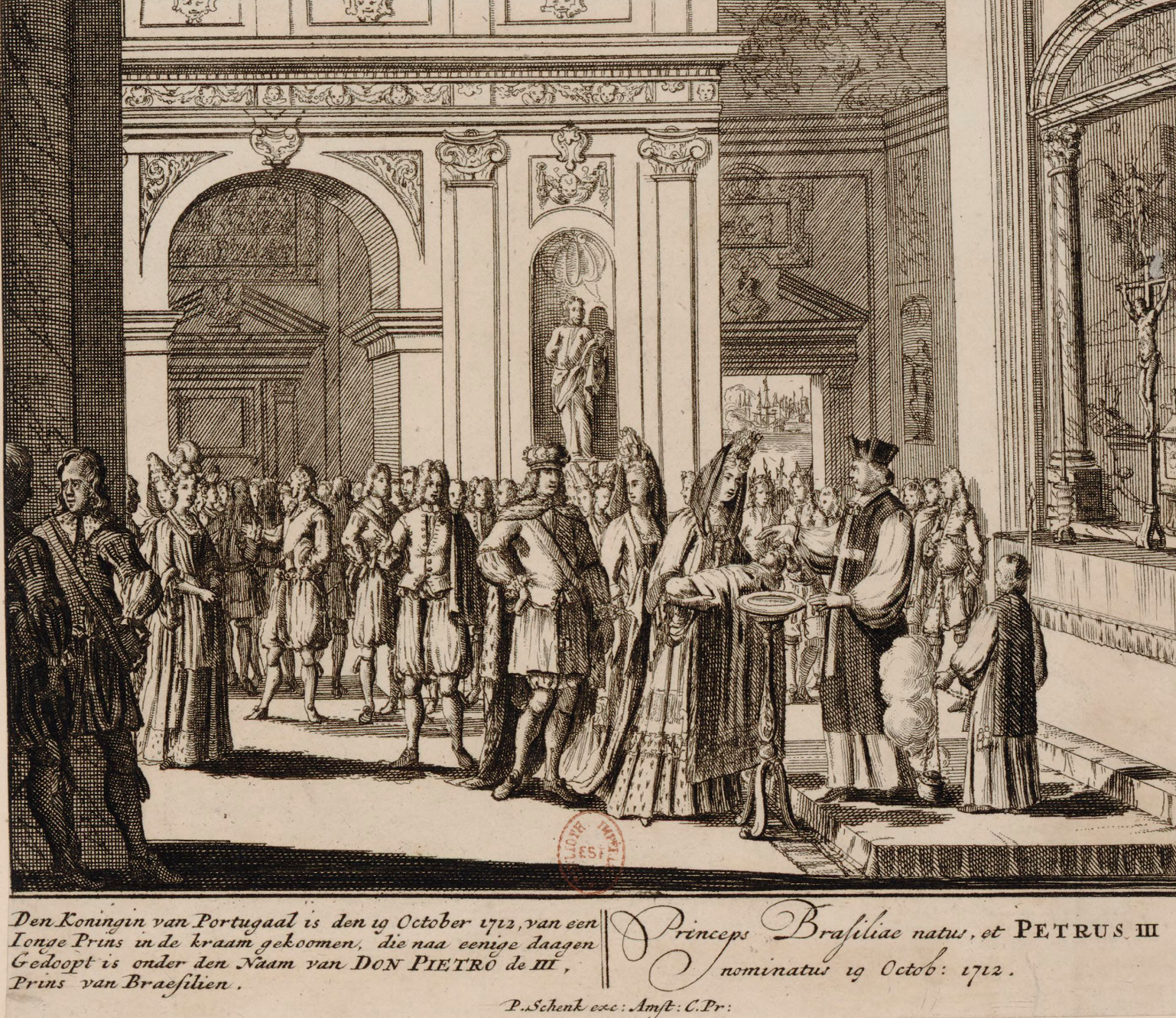
Bautismo del príncipe portugués llamado Pedro III, Príncipe de Brasil.

Nació el día en que se celebraba la fiesta litúrgica de San Pedro de Alcántara, por lo que fue bautizado con el mismo nombre. La noticia de su nacimiento fue anunciada a la ciudad por el tañido de campanas, con la gente aplaudiendo con una gran alegría, seguida de tres días de farolas y descargas de artillería desde las torres y fortalezas de la Armada y desde todos los barcos anclados en el puerto de la capital. Al día siguiente, toda la corte vestida de gala se dirigió a la Capilla Real del mismo Palacio en un sermón de acción de gracias por el nacimiento del Príncipe, presidido por el padre Fray Caetano de San José, un carmelita descalzo reconocido en su tiempo.
Fue bautizado el 21 de noviembre por el capellán mayor e Inquisidor General cardenal da Cunha en la Capilla Real. Fueron sus padrinos su tío materno, el emperador Carlos VI del Sacro Imperio Romano Germánico y su tía paterna la infanta Francisca Josefa de Portugal, siendo su tío Manuel de Braganza quién representó al padrino. El acto contó con la presencia de toda la nobleza, siendo tomado el bebé en brazos de Nuno Álvares Pereira de Melo, I duque de Cadaval, consejero de Estado y el mayordomo mayor de la reina, bajo un rico dosel, como era costumbre. Además del título de príncipe de Brasil, acumuló los títulos de duque de Braganza, duque de Barcelos, marqués de Vila Viçosa, conde de Ourém, Arraiolos y Neiva.
No obstante, el pequeño murió en el mismo palacio donde nació, el 29 de octubre de 1714, con tan solo dos años de edad, desconociéndose las causas. Su madre, devota de San Francisco Javier lo vistió con la túnica de la Compañía de Jesús, ordenando así enterrar al príncipe. Se encuentra en el panteón de la dinastía Braganza. Con su muerte prematura, le sucedió en el título de príncipe de Brasil y presunto heredero al trono su hermano menor, José, el cuál sucedería a su padre como rey José I de Portugal. La reina María Ana llevó luto por su hijo durante cuatro años.